# Senat (Zimbabwe)
Senat (ang. Senate) – izba wyższa parlamentu Zimbabwe, złożona ze 100 członków (z czego w praktyce jeden mandat pozostaje nieobsadzony), powoływanych na pięcioletnią kadencję. W skład Senatu wchodzi:
- 60 senatorów pochodzących z wyborów bezpośrednich,
- przewodniczący Rady Wodzów i jego zastępca,
- 16 głównych wodzów plemiennych,
- 10 gubernatorów prowincji,
- 7 senatorów nominowanych przez prezydenta Zimbabwe.

Senatorowie wybieralni wyłaniani są z zastosowaniem ordynacji większościowej, w jednomandatowych okręgach wyborczych. Każda z 10 prowincji Zimbabwe deleguje do Senatu sześciu wybieralnych członków. Czynne prawo wyborcze przysługuje obywatelom Zimbabwe mającym ukończone 18 lat, przy czym liczy się wiek nie w dniu wyborów, lecz w dniu rejestracji przedwyborczej (w Zimbabwe wpis do rejestru wyborców nie następuje automatycznie, jak np. w Polsce, lecz na wniosek samego wyborcy, jak w USA). Kandydować mogą osoby mające ukończone 40 lat, które posiadają obywatelstwo Zimbabwe i zamieszkiwały na jego terytorium przez co najmniej pięć z ostatnich dwudziestu lat.